# Шамметово
Шамметово (баш. Шәммәт) — деревня в Илишевском районе Республики Башкортостан Российской Федерации. Входит в состав Аккузевского сельсовета.

## География

### Географическое положение
Расстояние до:
- районного центра (Верхнеяркеево): 27 км,
- центра сельсовета (Аккузево): 5 км,
- ближайшей ж/д станции (Буздяк): 134 км.

## Население
| 2002 | 2009 | 2010 |
| ---- | ---- | ---- |
| 272  | ↘260 | ↘236 |

Национальный состав
Согласно переписи 2002 года, преобладающая национальность — башкиры (88 %).